# Vršovice (district d'Opava)
Pour les articles homonymes, voir Vršovice.
Vršovice (en allemand : Wrschowitz) est une commune du district d'Opava, dans la région de Moravie-Silésie, en République tchèque. Sa population s'élevait à 519 habitants en 2021.

## Géographie
Vršovice se trouve à 5 km au nord-est de Hradec nad Moravicí, à 7 km au sud-sud-est d'Opava, à 25 km à l'ouest-nord-ouest d'Ostrava et à 252 km à l’est de Prague.
La commune est limitée par Opava au nord, par Raduň et Opava à l'est, par Hlubočec au sud-est, par Hradec nad Moravicí au sud-ouest et à l'ouest, et par Chvalíkovice au nord-ouest.

## Histoire
La première mention écrite de la localité date de 1288.

## Transports
Par la route, Vršovice se trouve à 8 km d'Opava, à 35 km d'Ostrava et à 347 km de Prague.